# Ionolyce helicon
Ionolyce helicon är en fjärilsart som beskrevs av Felder 1860. Ionolyce helicon ingår i släktet Ionolyce och familjen juvelvingar. Inga underarter finns listade i Catalogue of Life.

## Bildgalleri

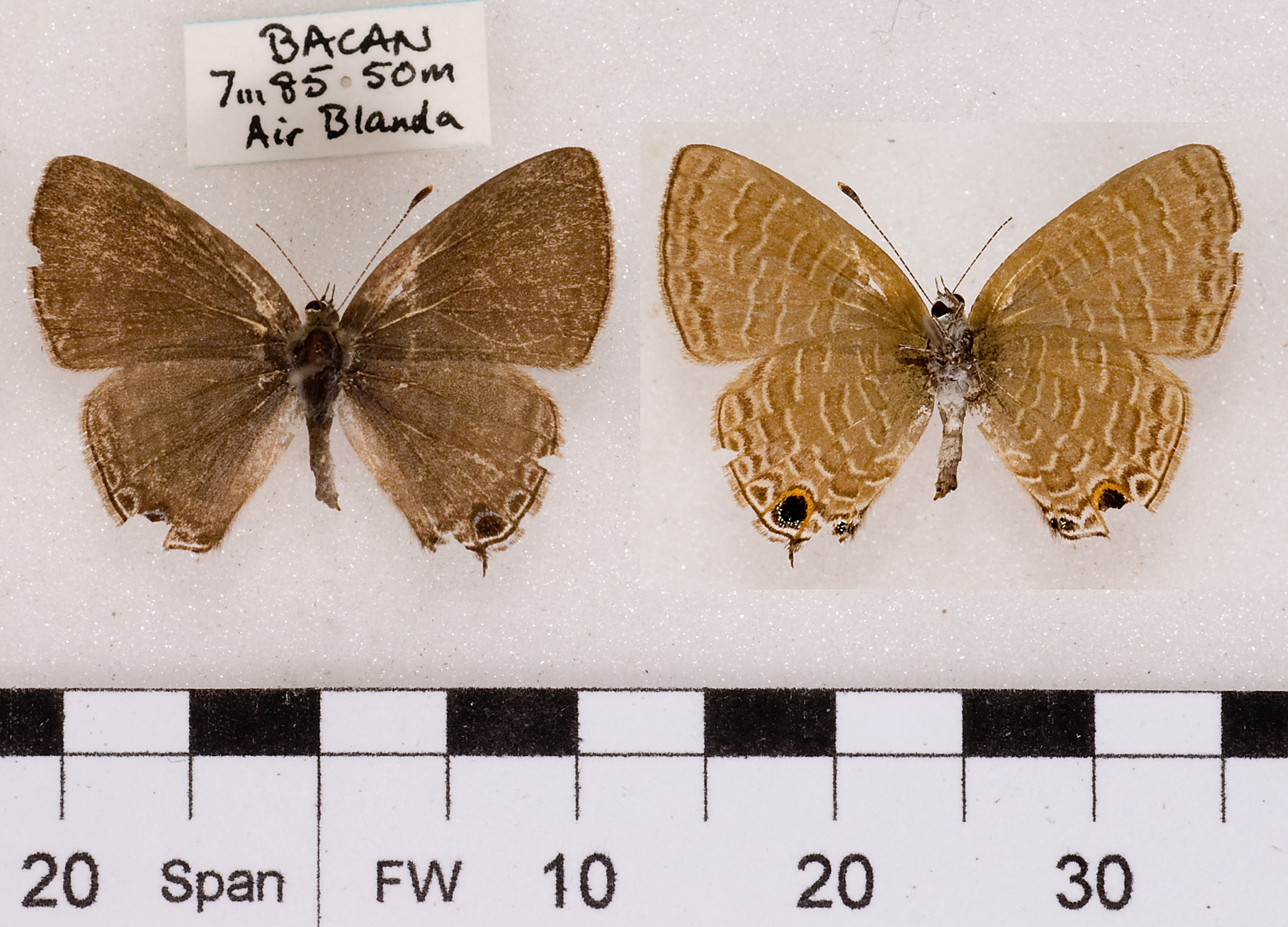
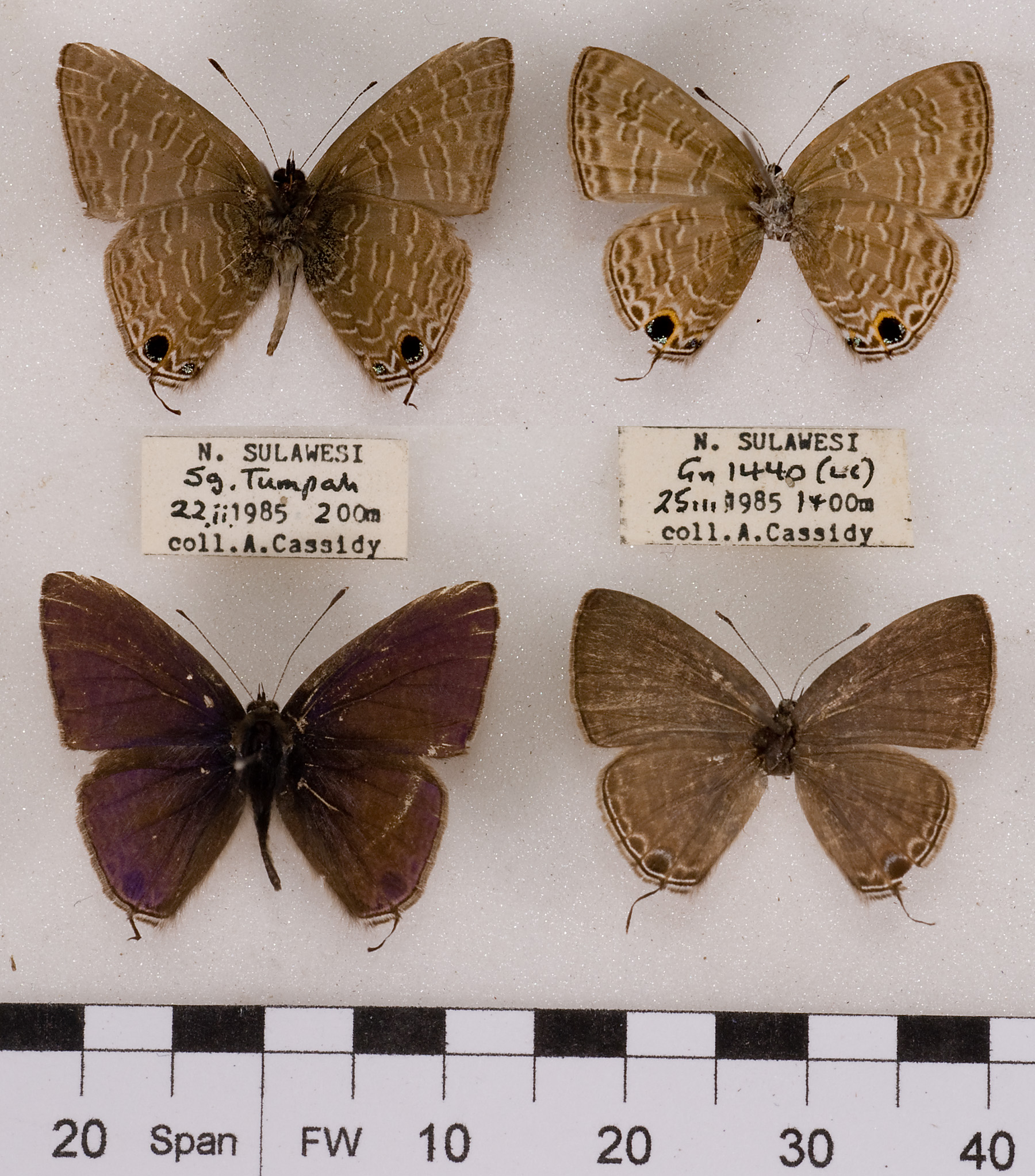
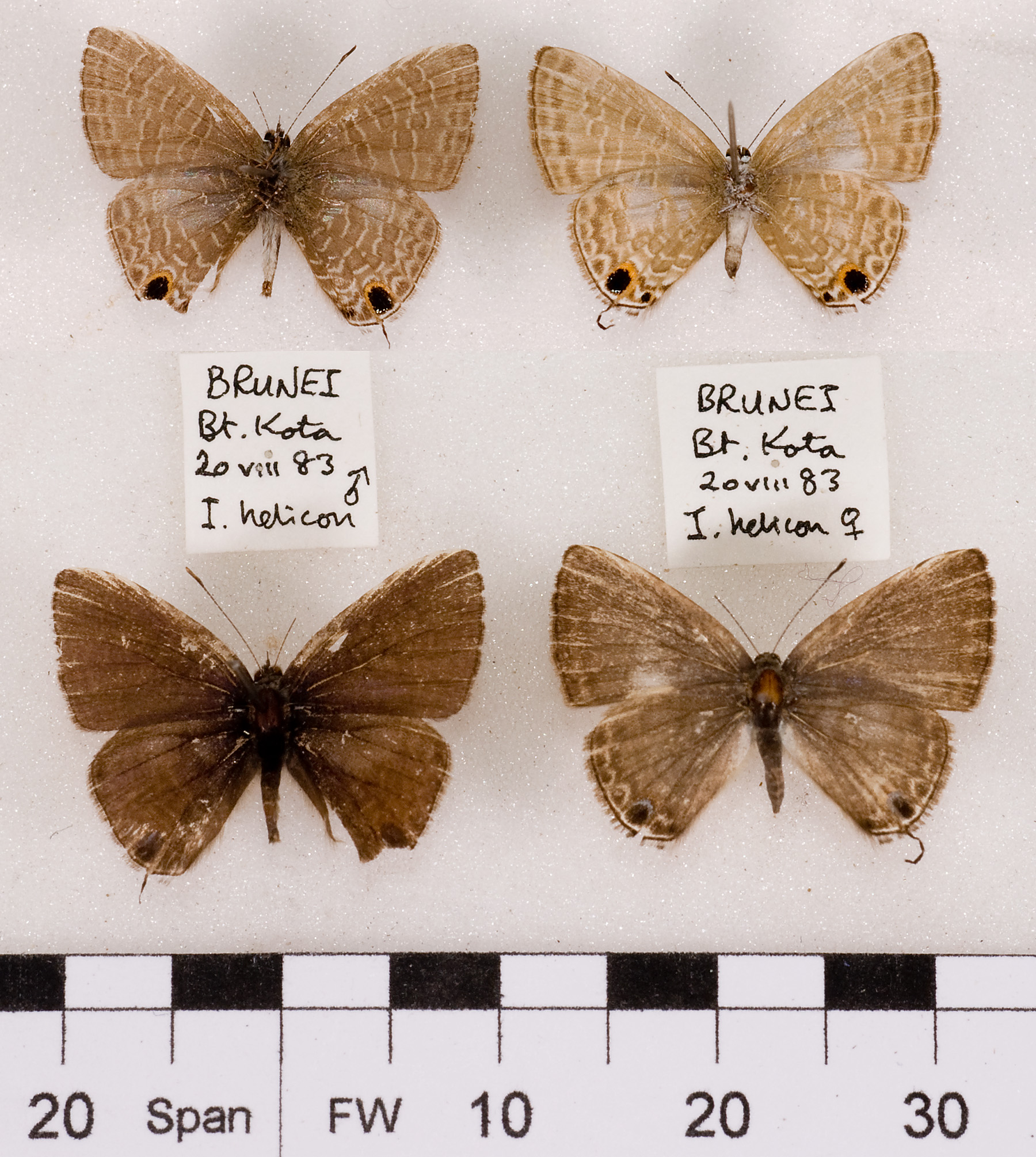